# Jack Maddox
Jack Clinton Maddox (Medicine Mound, 10 dicembre 1919 – Paris, 9 luglio 2006) è stato un cestista statunitense, professionista nella NBL e nella BAA.